# برنامج الفضاء المصري
انطلق برنامج الفضاء المصري لمواكبة التطورات التقنية حيث تمتلك مصر حتى الآن أقمار صناعية تسعى إلى زيادتهم إلى سبعة وتدريب الكوادر اللازمة لصناعة أقمار صناعية بأياد مصرية خالصة.

## بداية البرنامج الفضائي
- برنامج الفضاء المصري بدأ عام 1960 وتوقف عام 1967.
- بدأت أول محاولة لتنفيذ برنامج فضائي مصري في الفترة من 1980 إلى 1982 بناء على الدراسة التي أعدتها اللجنة المصرية العليا للفضاء الخارجي وموافقة السيد/ أ.د.مصطفى كمال حلمي وزير التعليم العالي والبحث العلمي والسيد الفريق / كمال حسن علي رئيس مجلس الوزراء.إلا أن تلك المحاولة لم يكتب لها النجاح لعدة أسباب.
- بدأ المشروع مجدداً في 6 ديسمبر 1997
- وفي 16 مايو 1998 أنشأ مجلس بحوث الفضاء داخل أكاديمية البحث العلمي برئاسة د.علي صادق بقرار من وزير التعليم العالي والدولة للبحث العلمي.
- بتاريخ 13 يوليو 1998 عقد مجلس بحوث علوم وتقنية الفضاء أول اجتماع له لتحديد الإطار العام لعمل المجلس من خلال الأهداف القومية المنشود تحقيقها كخطوة أولي لإستراتيجيات العمل في المرحلة التالية.
- وبتاريخ 15 أكتوبر 1998 عقد المجلس اجتماعه الرابع حيث تم إقرار أهداف مصر القومية في مجال الفضاء وإستراتيجية تنفيذها
- في 28 أبريل 1998 تم إطلاق أول قمر صناعي مصري نايل سات 101 لتصبح مصر الدولة رقم 60 في مجال الفضاء..
- في عام 2000 اعتمدت أول ميزانية مستقلة لبرنامج الفضاء المصري وبدأ العمل في تنفيذ البرنامج.

## أقمار في الخدمة
- نايل سات 101
- نايل سات 102
- نايل سات 103
- إيجيبت سات - 1
- إيجيبت سات - 2
- نايل سات 201.
- ايجيبت سات - A

## مشاريع قادمة
- ديزرت سات-1
- ديزرت سات-2